# Matelea pastazana
Matelea pastazana är en oleanderväxtart som beskrevs av G. Morillo. Matelea pastazana ingår i släktet Matelea och familjen oleanderväxter. Inga underarter finns listade i Catalogue of Life.